# اسکادران ۲۴ تاکتیک‌های ویژه
اسکادران ۲۴ تاکتیک‌های ویژه (انگلیسی: 24th Special Tactics Squadron) یکی از واحدهای تاکتیک‌های ویژه ستاد فرماندهی عملیات‌های ویژه نیروی هوایی ایالات متحده آمریکا است. مقر این اسکادران در فرودگاه صحرایی ارتشی پوپ واقع شده و این واحد نماینده نیروی هوایی در فرماندهی مشترک عملیات ویژه است.

## ماموریت
به عنوان یگان نخبه نیروی هوایی، اسکادران ۲۴ تاکتیک‌های ویژه، هوانوردان عملیات ویژه (که شامل تیم‌های جست‌و‌جو و نجات، تیم‌های مراقبت نبرد نیروی هوایی، و پرسنل شناسایی ویژه و گروه‌های کنترل هوایی تاکتیکی می‌شود) را برای ستاد فرماندهی مشترک عملیات ویژه فراهم می‌کنند. اعضای اسکادران ۲۴ تاکتیک‌های ویژه همچنین برای عملیات‌های طبقه‌بندی شده و محرمانه مانند عملیات ضدتروریسم، رهایی گروگان و شناسایی ویژه آموزش دیده‌اند. اعضای این اسکادران، برخی از ماموریت‌ها را به تنهایی انجام می‌دهند ولی بیشتر به عنوان نیروی پشتیبان نیروی دلتا و و گروه توسعه جنگاوری ویژه نیروی دریایی فعالیت می‌کنند. 
اسکادران تاکتیک‌های ویژه یکی از قدیمی‌ترین گروه‌های نیروی ویژه نیروهای مسلح آمریکا است که قدمتش به جنگ جهانی دوم بازمی‌گردد، پیش از آن که ارتش آمریکا سیاست‌های گسترده‌ای در مورد عملیات ویژه اتخاذ کند.